# Cotton Club
Pour les articles homonymes, voir Cotton.
Cet article concerne le club de jazz. Pour le film Cotton Club de Francis Ford Coppola, voir Cotton Club (film).
Le Cotton Club est un club de jazz, dancing, salle de spectacle de 1923, de Harlem à Manhattan à New York. Il est un des clubs de jazz new-yorkais historiques et emblématiques de l'histoire du jazz, fermé et réouvert à divers adresses newyorkaises durant son histoire. 

## Historique
Le champion du monde poids lourd de boxe américain Jack Johnson ouvre le « Club de Luxe » initial vers 1920, à l'intersection de la 142e rue et de Lenox Avenue à Harlem,. Owney Madden, figure de la mafia américaine de Manhattan de l'époque, reprend le club en 1923 (pendant sa période d'incarcération de neuf ans à la prison de Sing Sing de New York) en renommant les lieux  « Cotton Club » avec des danseuses et stripteaseuses, et pour vendre de l'alcool de contrebande durant la prohibition (1920 à 1933),.

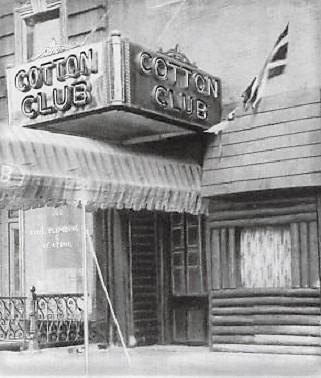
Entrée en 1930.
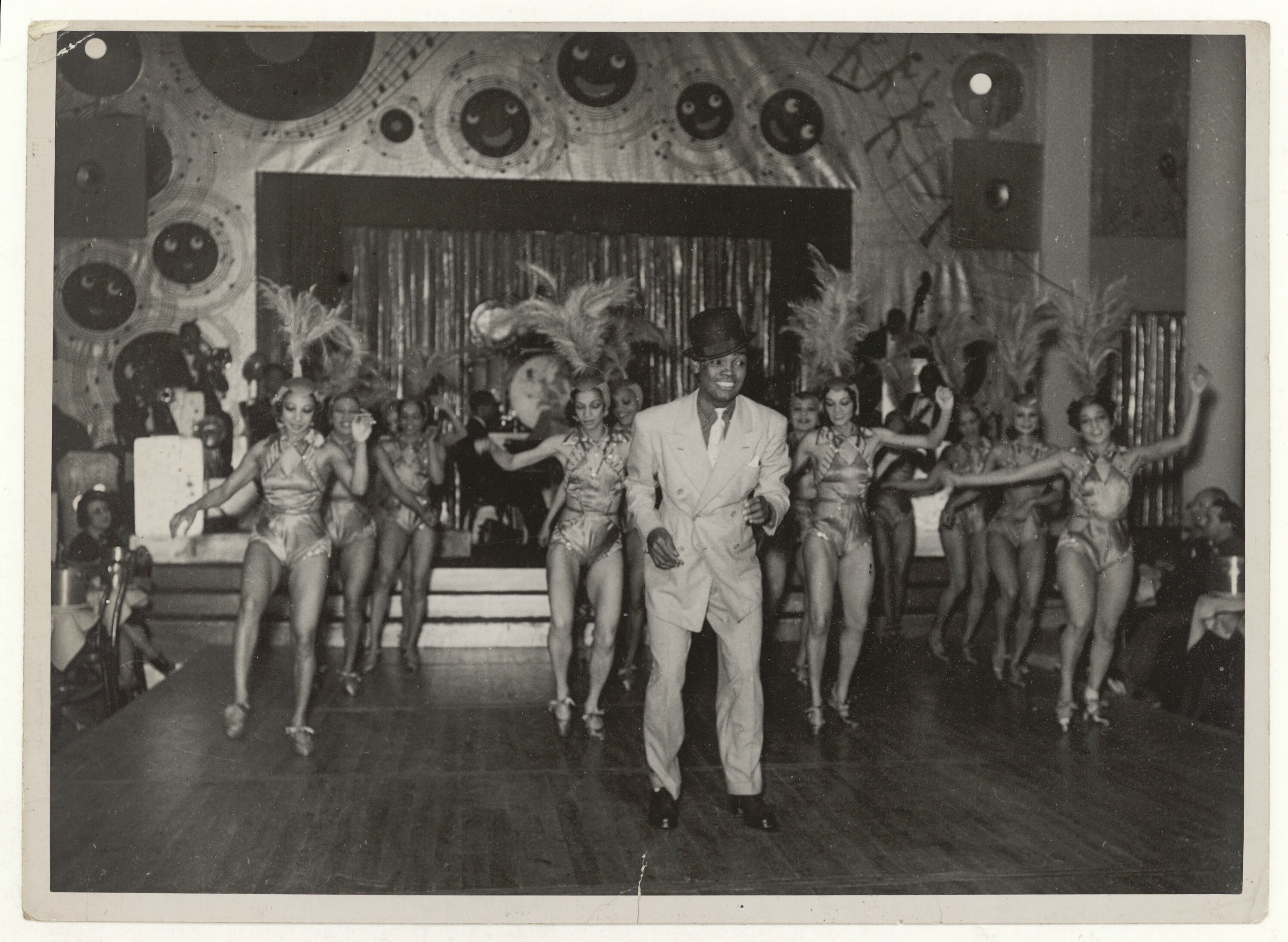
Le Cotton Club au Moulin-Rouge de Paris (1937)
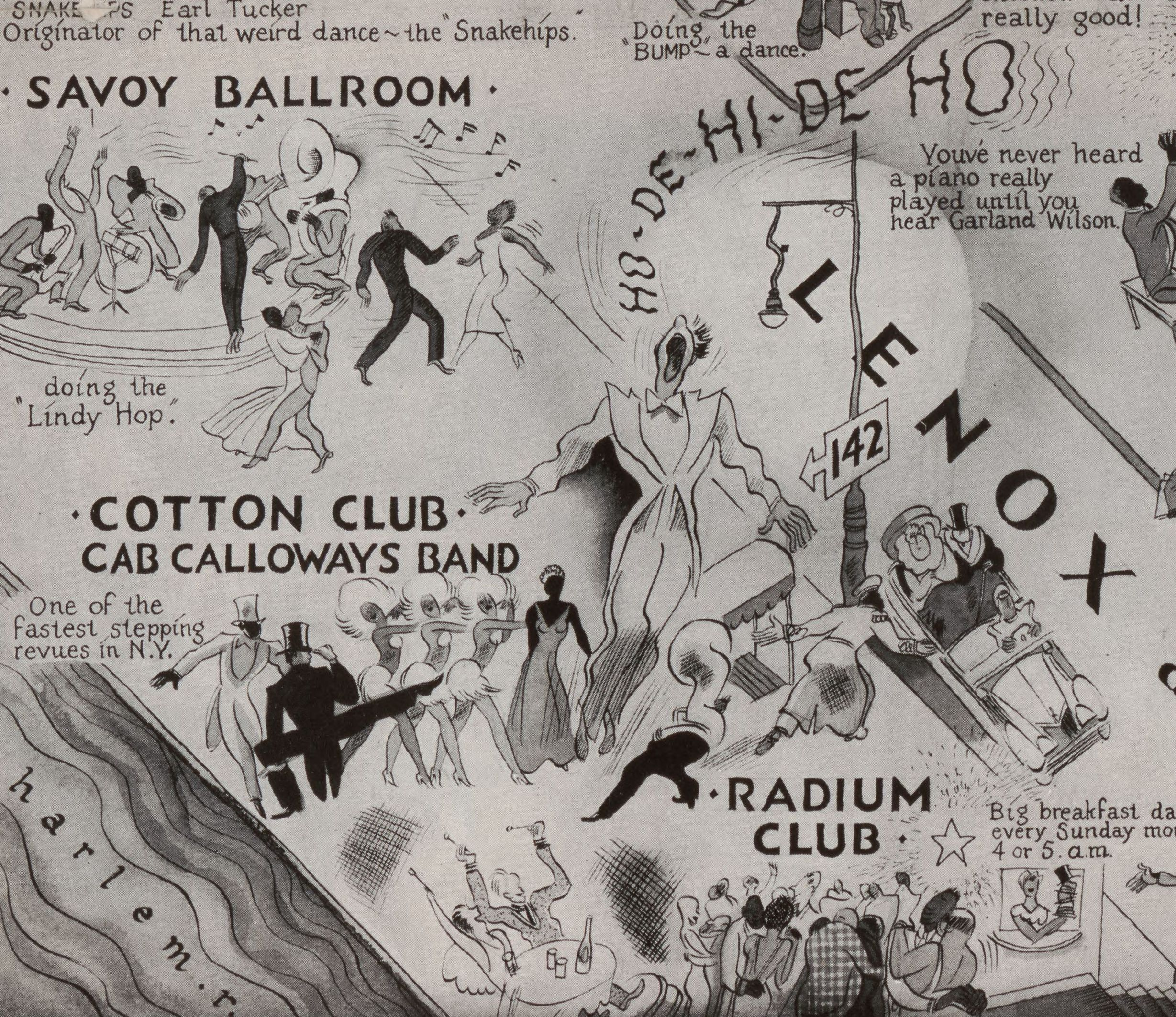
Cotton Club (1932)
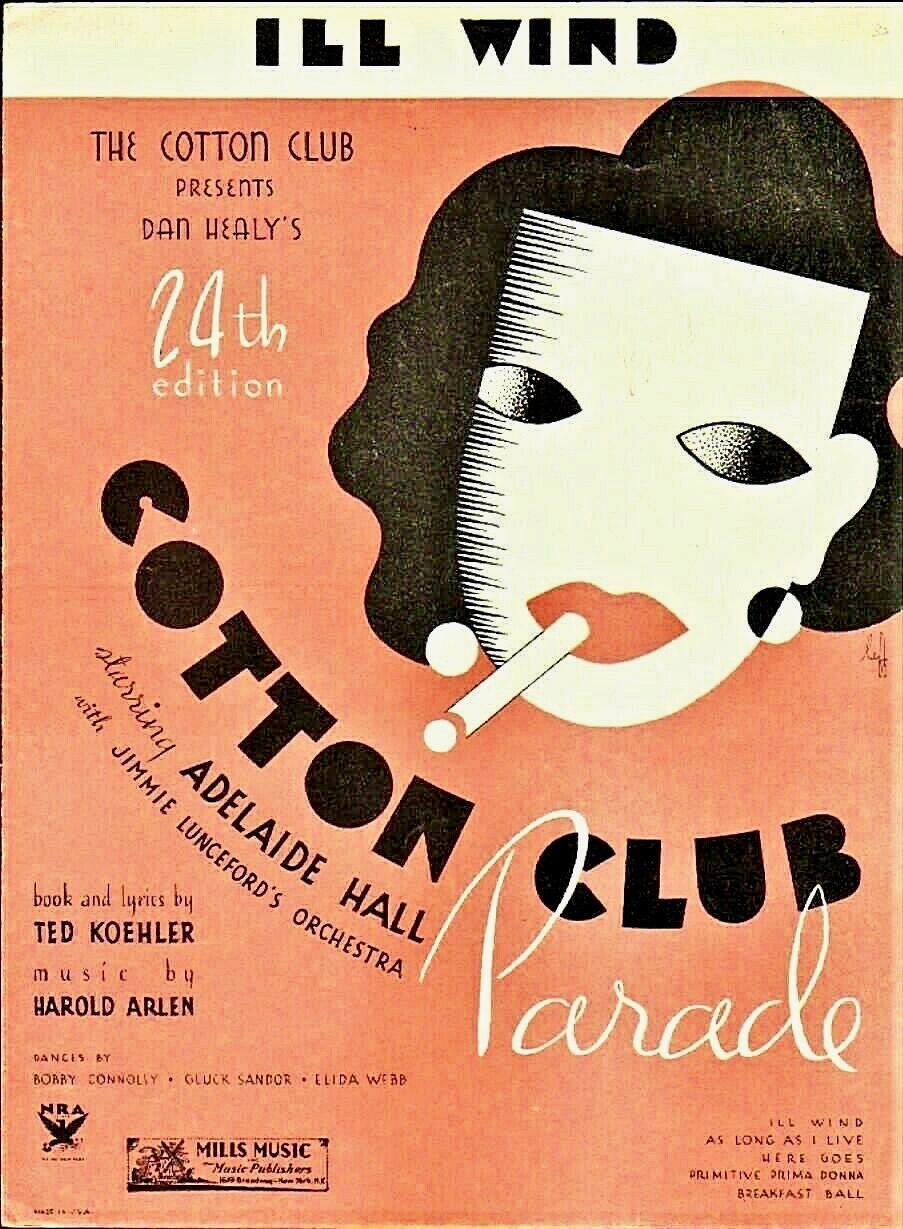
Adelaïde Hall (1934)

Ce club privé mythique et festif des « Roaring Twenties » et de la Renaissance de Harlem des années 1920 est célèbre pour produire des spectacles des plus célèbres jazzmen de l'ère du jazz américaine de l'époque, tels que Duke Ellington (en vedette de 1927 à 1931) et Cab Calloway (en vedette de 1931 à 1934) et leur big band Cotton Club orchestra, les Nicholas Brothers et Dorothy Dandridge, Adelaïde Hall, Ethel Waters, Lena Horne, Sidney Bechet, Louis Armstrong, Count Basie, Dizzy Gillespie, Bessie Smith, Billie Holiday, Ella Fitzgerald, Joséphine Baker, Rosetta Tharpe, Jimmy Durante, Bing Crosby, Sammy Davis Jr., George Gershwin, Al Jolson, Mae West, Moss Hart, ou encore Maurice Chevalier, tout en pratiquant la ségrégation raciale en vogue à l'époque avec sa clientèle mondaine newyorkaise,. 
Le Cotton Club est devenu célèbre à l'échelle nationale américaine lorsque la radio Columbia Broadcasting System (CBS) a diffusé des spectacles du club en direct sur son réseau de radios nationales américaines (et enregistré en disque 78 tours).
Le Cotton Club a emménagé entre autres au Latin Quarter de 1936 à 1940, et sur la 125e Rue en 1978.

## Quelques standards de jazz du Cotton Club

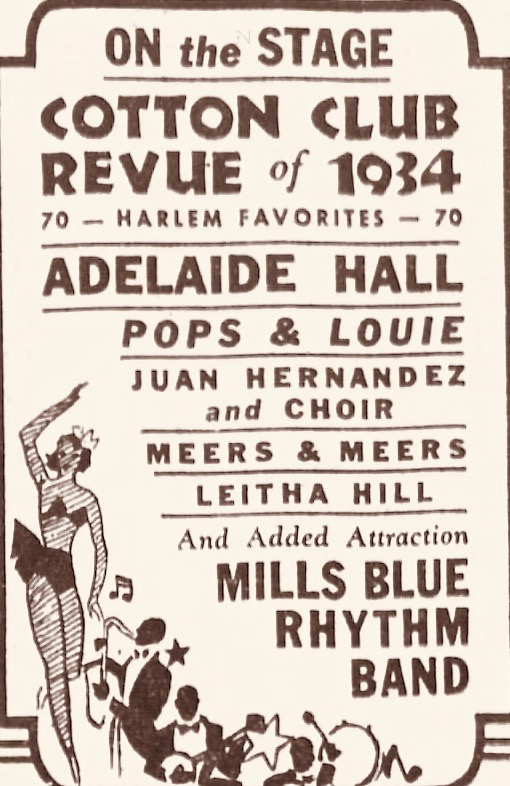

Duke Ellington (vedette des lieux de 1927 à 1931) y a créé une 100e des premiers tubes « Style Jungle » de sa carrière, avec son big band Cotton Club orchestra, dont The Mooche (1928), ou Stormy Weather avec Ethel Waters (1933)... Cab Calloway (alter ego de Duke Ellington et vedette des lieux de 1931 à 1934) a également composé de nombreux premiers tubes tels Minnie the Moocher (1931), The Scat Song (1932), Zaz Zuh Zaz (1933), ou encore The Hi De Ho Man (1934),

## Au cinéma
- 1929 : Black and Tan, de Dudley Murphy, avec Duke Ellington et son Cotton Club orchestra
- 1934 : Hi-De-Ho de Cab Calloway (en), de Fred Waller, avec Cab Calloway et son Cotton Club orchestra
- 1943 : Symphonie magique (Stormy Weather) d'Andrew L. Stone, inspiré des lieux, avec le titre Stormy Weather de Lena Horne et Cab Calloway, repris de la revue The Cotton Club Parade de 1933.
- 1984 : Cotton Club, de Francis Ford Coppola, inspiré de l'histoire du club, avec Richard Gere et Nicolas Cage[13] (The Cotton Club (soundtrack) (en)).